# Смоленцин (Полицький повіт)
Смоленцин (пол. Smolęcin, нім. Schmellenthin) — село в Польщі, у гміні Колбасково Полицького повіту Західнопоморського воєводства.
Населення — 93 особи (2011).
У 1975-1998 роках село належало до Щецинського воєводства.

## Демографія
Демографічна структура станом на 31 березня 2011 року:
|          | Загалом | Допрацездатний вік | Працездатний вік | Постпрацездатний вік |
| -------- | ------- | ------------------ | ---------------- | -------------------- |
| Чоловіки | 46      | 12                 | 29               | 5                    |
| Жінки    | 47      | 5                  | 33               | 9                    |
| Разом    | 93      | 17                 | 62               | 14                   |